# Rhizopus

Struttura di un Rhizopus

Il Rhizopus è un genere di muffe che si trova generalmente nel suolo, nella frutta e nella verdura marce, nelle feci animali e nel pane andato a male.

## Biologia
Le diverse specie di Rhizopus producono spore per via sia sessuale che asessuale. Le sporangiospore asessuali sono prodotte dentro una struttura simile a una capocchia di spillo, lo sporangio, e sono geneticamente identiche al loro genitore. Le zigospore sono prodotte dopo la fusione di due miceli durante la riproduzione sessuata e danno vita a colonie geneticamente diverse dai loro genitori.

## Pericolosità e utilità

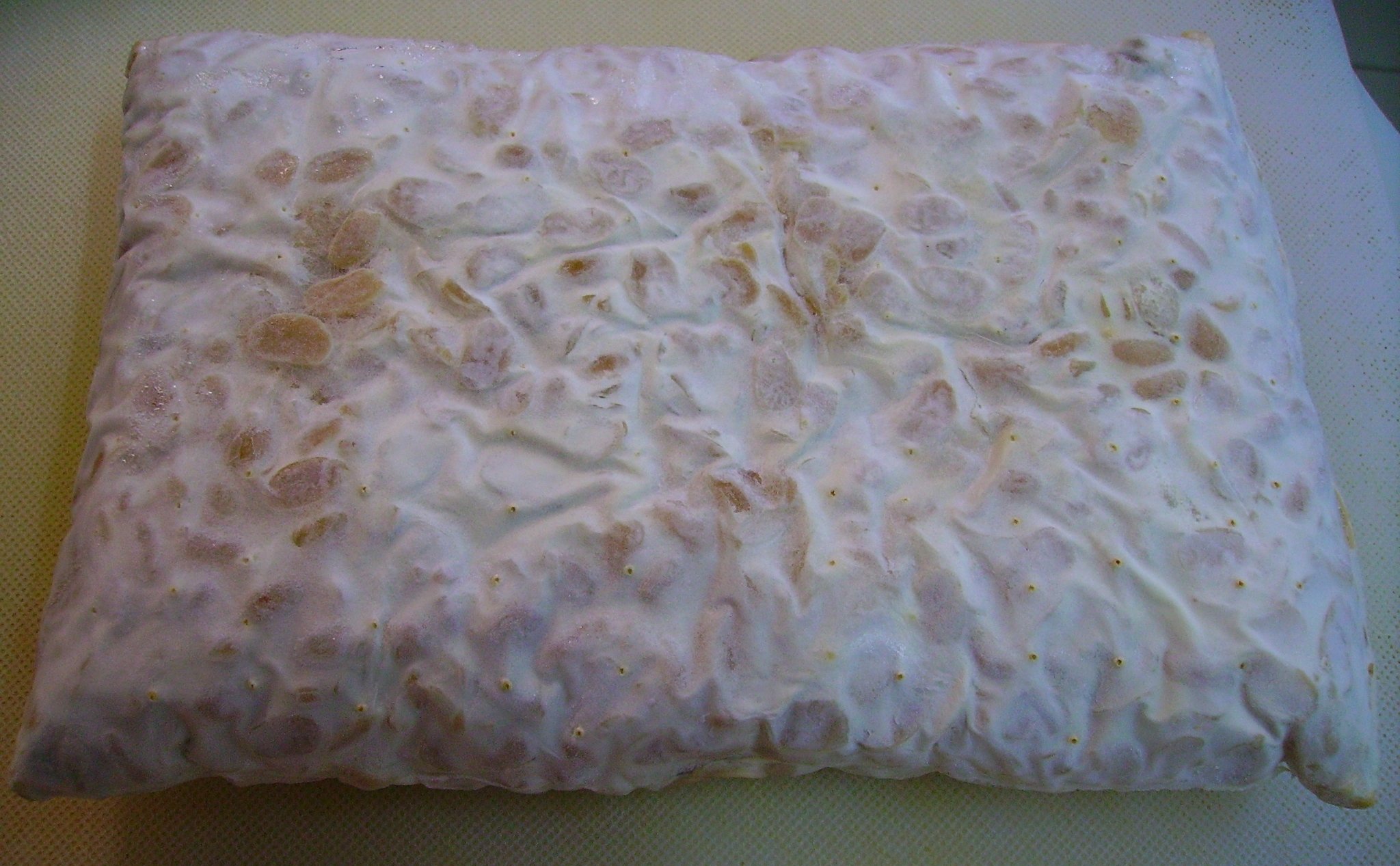
Pane di soia fermentato (tempeh)

Alcune specie di Rhizopus possono colpire l'uomo, provocando forme di  zigomicosi analoghe a quelle prodotte dal genere Mucor. Le zigomicosi animali e umane dovute a queste specie costituiscono infezioni serie e anche fatali a causa del rapido ritmo di crescita.
Altre specie sono patogene per le piante, come Rhizopus nigricans e Rhizopus arrhizus.
Due specie sono invece utili. Rhizopus oligosporus è usato per la produzione del tempeh, pane di soia fermentata popolare  in Indonesia. Rhizopus oryzae invece è usato per la produzione di bevande alcoliche in Asia.